# 張則川

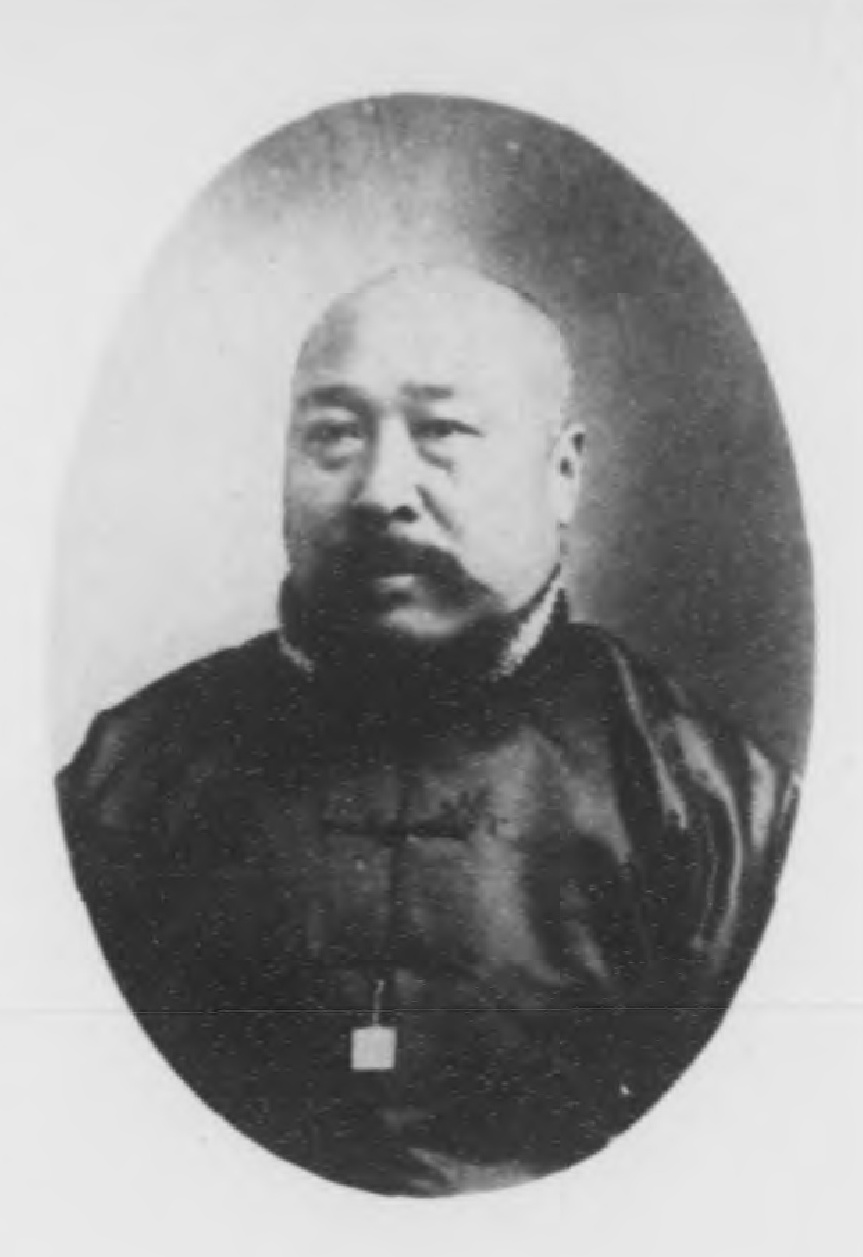

張則川（?—?），湖北省黃陂縣人，清朝政治人物、進士出身。

## 生平
光緒三十年，會試第34名；殿試登進士三甲第16名，后授以主事分部學習。后進入日本法政大學速成班第五科。中華民國成立后，1916年擔任第一次國會湖北省眾議員。